# Lilián Zetune
Lilián Zetune (* 15. April 1940 in Carmelo, Uruguay) ist eine uruguayische Chorleiterin.
Zetune, von Beruf Französischlehrerin, wurde als Absolventin des Conservatoria Nacional de Música unter anderem von Hugo Balzo, Héctor Tosar, Lauro Ayestarán, Alma Reyles und Carlos Estrada unterrichtet. Ermöglicht durch ein Stipendium der französischen Regierung spezialisierte sie sich in Paris unter anderem in der Orff-Schulwerk-Methode, in Chorleitung und Musikpädagogik.
In Montevideo war Zetune an der Escuela Universitaria de Música und Schulen der Sekundarstufe tätig. Sie lebte zehn Jahre im ecuadorianischen Quito und arbeitete dort mit verschiedenen Chören, unter anderem mit dem Chor des Casa de la Cultura Ecuatoriana, den sie als Nachfolgerin von Óscar Vargas Romero von 1978 bis 1985 leitete. In Ecuador gab sie mehr als 500 Konzerte.
Neben Platten- und Videoaufnahmen tourte sie auch international und nahm an Festivals teil. Zu den Ländern, in denen sie als Chorleiterin auftrat, gehörten beispielsweise Kolumbien und Peru. Im April 1986 wurde sie als erste Frau Direktorin des Chors des SODRE.